# Свитино (Калужская область)
Свитино — деревня в Медынском районе Калужской области России. Входит в муниципальное образование Сельское поселение «Деревня Романово».

## География
Находится на берегу реки Шаня. Рядом — Мошарово.

## История
В начале XVIII века селом Свитень (Свитино) владел Репнин Никита Иванович (1668—1726). В 1714 году вместе с другими имениями он передал его своему сыну Юрию Репнину-Оболенскому (1701—1744). В 1753 году в связи со слабоумием его сына Александра все его имения перешли к Николаю Васильевичу Репнину.
В 1782 году сельцо Канищева с пустошами принадлежало Никифору Зотовичу Реткину. В сельце деревянный господский дом, 19 дворов и 96 крестьянских душ по ревизии.
В 1859 году — владельческая деревня Свитина (Канищева) на левой стороне Московско-Варшавского шоссе. В ней 19 дворов и 241 житель.
После реформ 1861 года деревня вошла в Романовскую волость. Население в 1892 году — 401 человек, в 1913 году — 350 человек.

## Население
| 2002 | 2010 |
| ---- | ---- |
| 0    | ↗3   |